# Stéphane Le Mignan
Stéphane Le Mignan (né le  4 juin 1974 à Auray, Morbihan) est un entraîneur de football français et ancien joueur de football amateur évoluant au poste de milieu de terrain.

## Carrière de joueur
Il est étudiant en l'université de Bretagne-sud à Lorient, où il suit des études d'histoire. Il profite de la proximité de l'établissement avec le stade du Moustoir où s'entraîne le FC Lorient alors dirigé par Christian Gourcuff pour assister aux entraînements.

## Carrière d'entraîneur

### Vannes OC (2002-2012)
En janvier 2002, il est diplômé du DEF (Diplôme d'entraîneur de football). Il a été l'entraîneur du Vannes Olympique Club de 2002 à 2012. Avec Vannes, il termine vainqueur de son groupe de CFA en 2004-2005, champion de National lors de la saison 2007-2008 et finaliste la saison suivante de la Coupe de la Ligue face aux FC Girondins de Bordeaux.

### US Boulogne Côte d'Opale (2013-2016)
Le 17 juin 2013, il s'engage à l'US Boulogne alors pensionnaire de National. Il en est écarté le 21 février 2016.

### US Créteil-Lusitanos (2017)
Le 9 janvier 2017, il s'engage avec l'US Créteil-Lusitanos, club de National. Il restera jusqu'en novembre 2017 à la suite des mauvais résultats du club qui est 14e du championnat à son départ.

### Adjoint au Al-Gharafa SC (2018-2019)
À l'aube de la saison 2018-2019, il s'engage avec le club qatari d'Al-Gharafa SC en tant qu'adjoint de Christian Gourcuff. Avec ce dernier, il remporte la Coupe du Qatar à l'issue de la saison 2019.

### US Concarneau (2020-2024)
Le 14 mars 2020, il devient l'entraîneur de l'US Concarneau, avec lequel il remporte le National à l'issue de l'exercice 2022-2023, permettant la première montée en Ligue 2 de l'histoire du club.

### FC Metz
Le 4 juillet 2024, il s'engage avec le FC Metz, alors en Ligue 2, pour un contrat de 2 ans minimum.
Le 29 mai 2025, il emmène les Messins de retour en Ligue 1 après une victoire 3-1 face à Reims (3-1) en prolongation au Stade Auguste-Delaune.

## Palmarès

### En tant qu'entraîneur
| Vannes OC (2) :                                              | Al-Gharafa SC (1) :                     | US Concarneau (1) :              |
| ------------------------------------------------------------ | --------------------------------------- | -------------------------------- |
| - CFA (1) - Champion : 2005 - National (1) - Champion : 2008 | - Coupe du Qatar (1) - Vainqueur : 2019 | - National (1) - Champion : 2023 |